# Rover 200

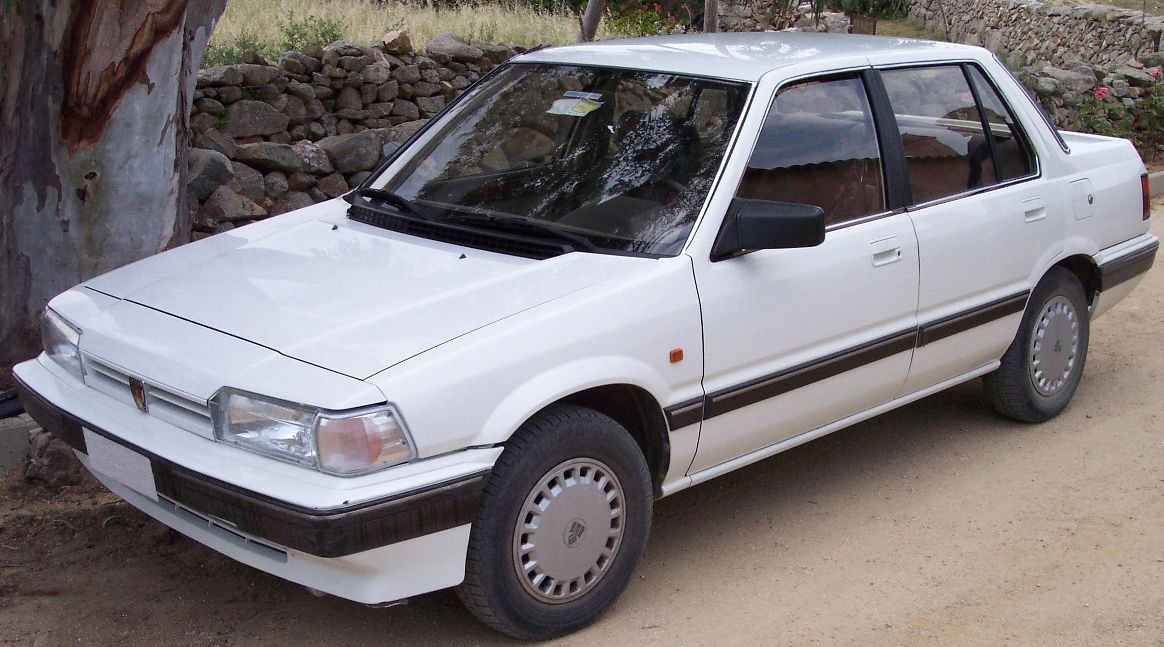
Rover 213 SE, eerste generatie (1984-1987)

De Rover 200, vanaf 1999 aangeduid als Rover 25, is een modelserie van de Britse autofabrikant Rover die tussen de herfst van 1984 en midden 2005 geproduceerd werden. De auto's die tot de zomer van 1995 geproduceerd werden behoorden tot de compacte middenklasse, latere exemplaren behoorden tot de compacte klasse.

## Rover 200 (XH / SD3, 1984–1989)
De Rover 200 kwam op de markt in 1984. De eerste generatie had als interne code XH of SD3.

### Geschiedenis
Deze wagen was gebaseerd op de derde generatie van de Honda Civic en moest de succesvolle Triumph Acclaim vervangen, waarvan er tussen de herfst van 1981 en de zomer van 1984 ongeveer 280.000 exemplaren verkocht waren. De Triumph Acclaim en de planning voor de eerste generatie van de Rover 200 vielen nog onder de grote overkoepelende organisatie British Leyland.
In 1978 sloot British Leyland een samenwerkingsovereenkomst met Honda, die later werd uitgebreid met een wederzijds belang van 20 procent in de joint venture. Daarvoor waren de Britse autoconstructeurs voornamelijk met Rover in de hogere marktsegementen actief geweest. Met de inbreng van Honda werd het mogelijk om ook in de lagere marksegmenten de aanwezigheid te versterken. Die segmenten werden voorheen onder British Leyland aleen door Austin en Morris bediend.
Begin jaren '80 bestond het aanbod van Rover uitsluitend uit de grote Rover SD1, een luxesedan uit de hogere middenklasse. Met de Rover 200, die debuteerde als de 213 en 216, werd een nieuw marktsegment aangeboord. Dit was mede mogelijk doordat Triumph zonder vervanging van de markt werd gehaald.

### Technologie
De Rover 200 was een klassieke sedan van ongeveer 4,2 meter lang. De motor werd bepaald door de typeaanduiding die, net zoals bij BMW, bestond uit een serieaanduiding gevolgd door de motorinhoud. Een Rover 216 was dus een model uit de 200-serie met een 1,6-liter motor. De Rover 213 had een 1,3-liter Honda-motor van 71 pk met carburateur en kon geleverd worden met een manuele vijfbak of een drietrapsautomaat, beide van Honda. De Rover 216 had een 1,6-liter motor van Engelse makelij met 85 pk met carburateur of 105 pk met injectie en was eveneens verkrijgbaar met manuele vijfbak van Honda of met een viertrapsautomaat van ZF.
De Britten hadden iets meer invloed op het interieur van de Rover dan bij zijn voorganger. De neus en achterkant van de Rover verschilden ook meer van het Honda-zustermodel dan bij de Triumph Acclaim het geval was. In het voorjaar van 1987 kreeg de Rover 200 een kleine facelift. Er werden in totaal ongeveer 300.000 exemplaren geproduceerd.

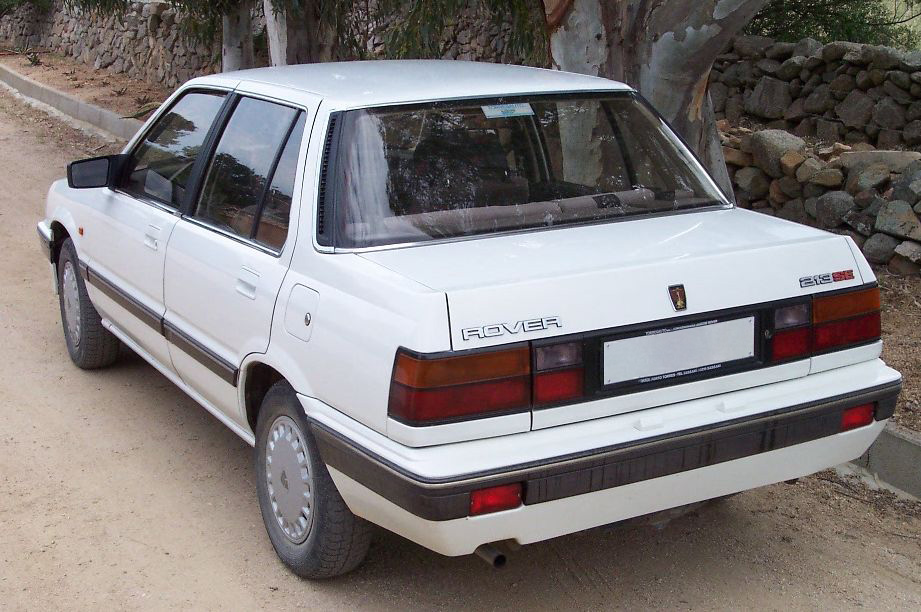
Rover 213 SE, achteraanzicht
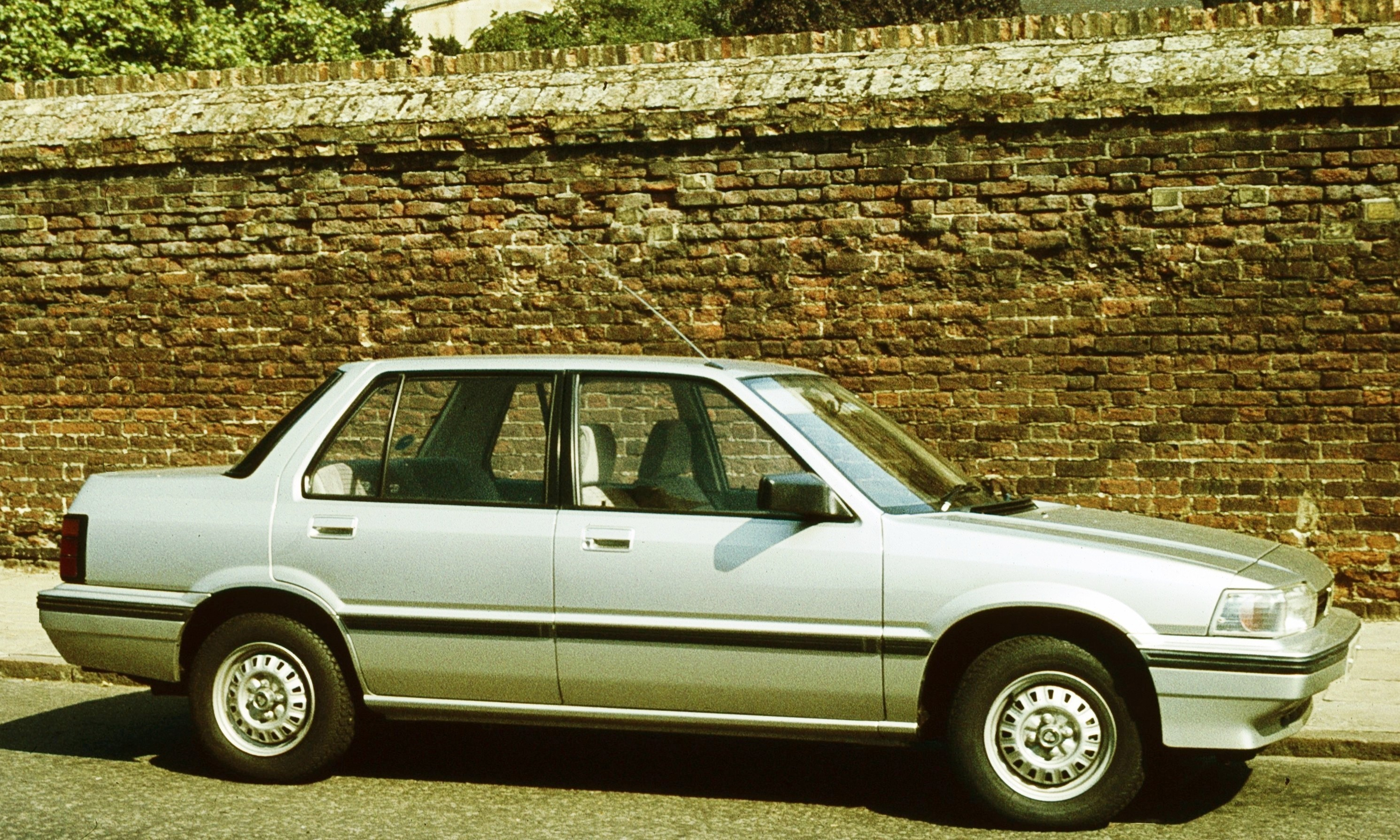
Rover 213, zijaanzicht
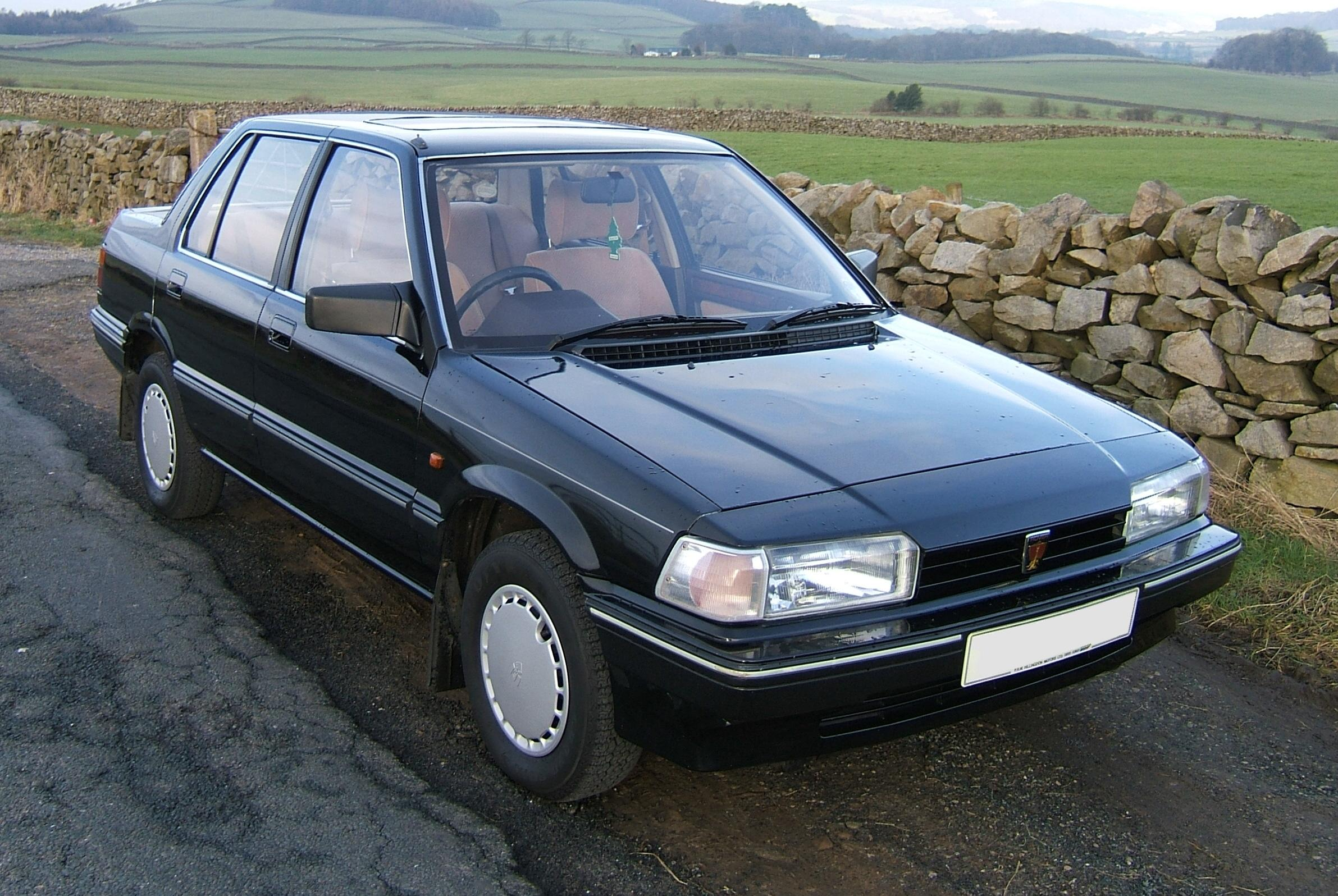
Rover 213 SE, facelift (1988)

## Rover 200 (XW / R8, 1989-1995)

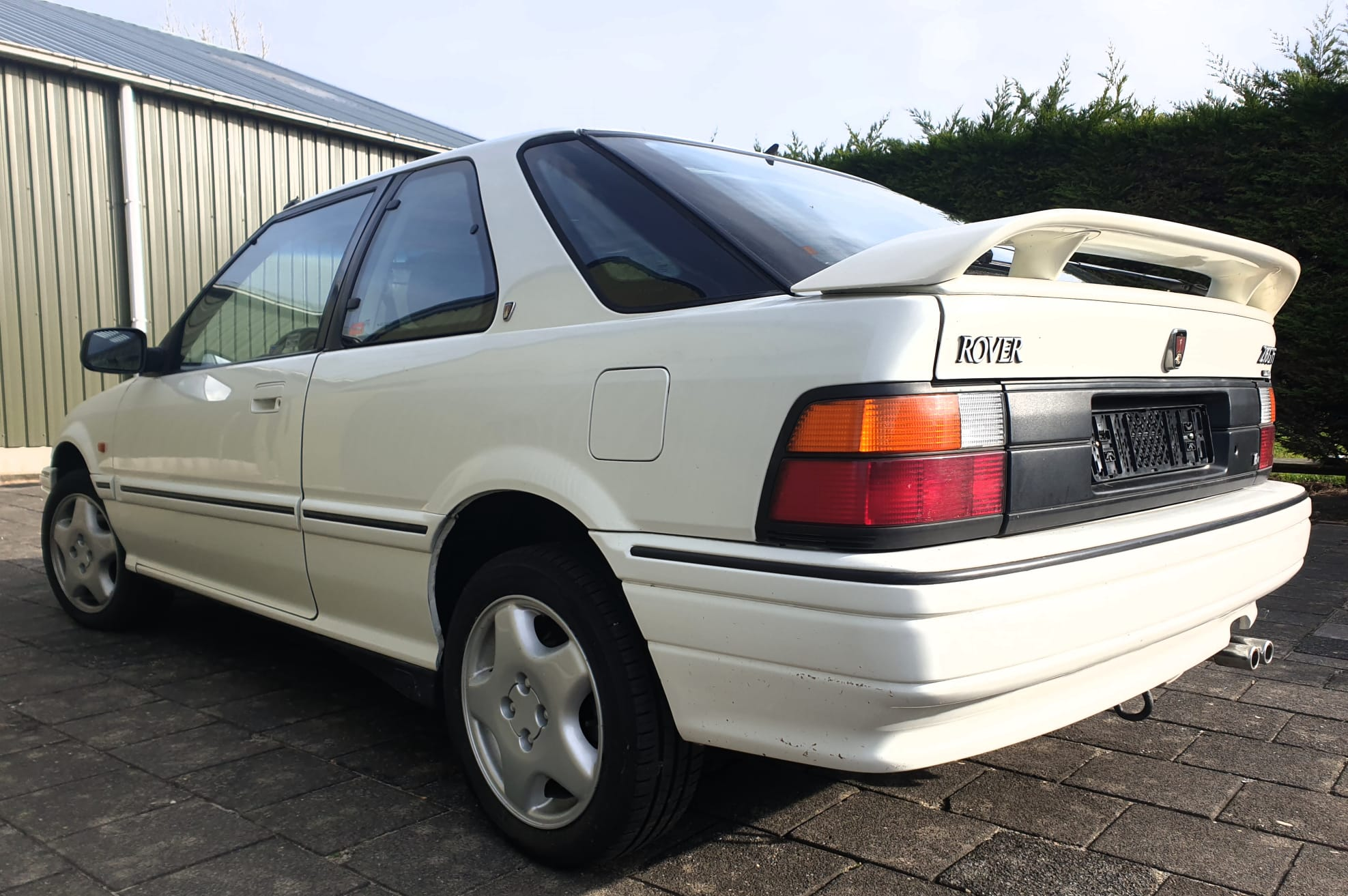
Rover 216 GTI

De tweede generatie van de Rover 200 werd gelanceerd in oktober 1989 en was tezamen met de Honda Concerto ontworpen. In tegenstelling tot de eerste generatie was dit een vijfdeurs hatchback als alternatief voor de Austin Maestro. Daarnaast was er van de Rover 200 ook een driedeurs hatchback, coupé, en cabrio beschikbaar. De sedanversie was ontwikkeld door Rover op basis van de 200 en werd in de markt gezet als de Rover 400. Van de Rover 400 bestond geen directe tegenhanger van Honda. De Rover 400 was ook als stationwagon verkrijgbaar.
De 1,6-liter motoren kwamen van Honda en produceerden 90 of 110 pk en 122 pk (met dubbele nokkenas) in de Rover 216 GSI/GTi. Daarnaast was er ook nog de nieuwe 1,4-liter motor van Rover en vanaf 1991 werd de 2,0-liter motor uit de grotere Rover 800 gebruikt voor de sportievere versies. Er waren ook twee PSA dieselmotoren beschikbaar: een 1,9-liter atmosferische diesel en een 1,8-liter turbodiesel.

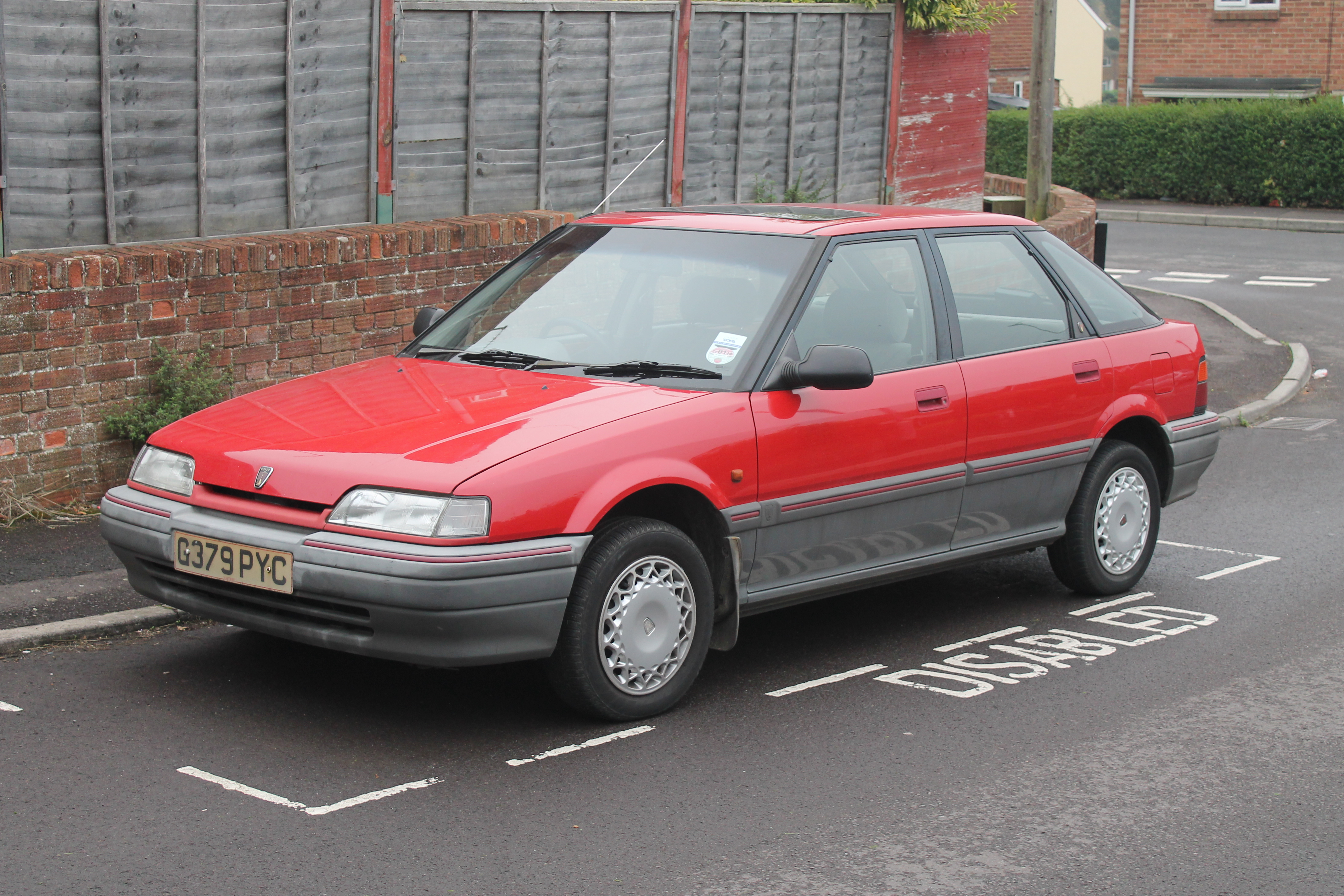
Rover 214
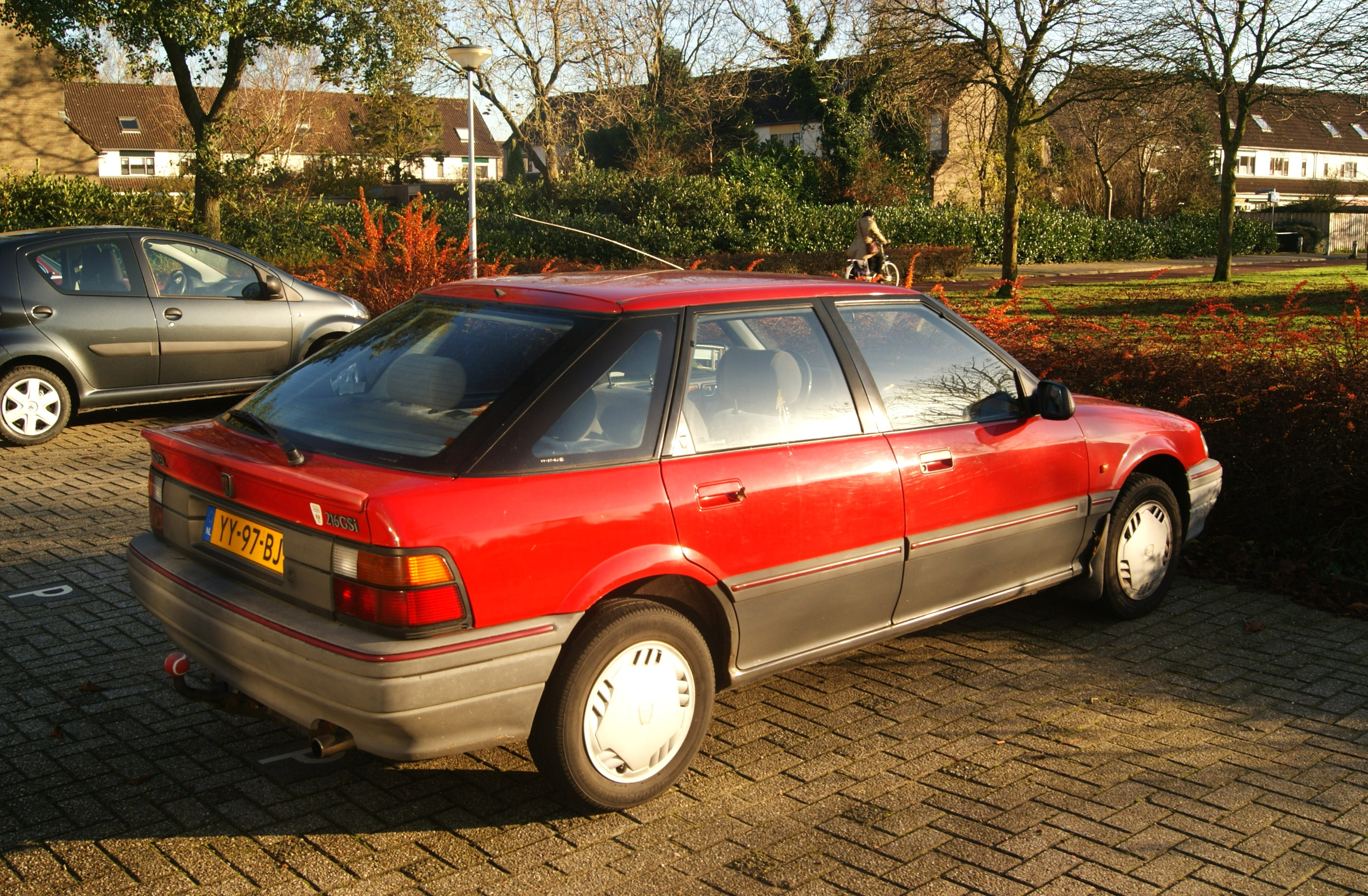
Rover 214, achteraanzicht
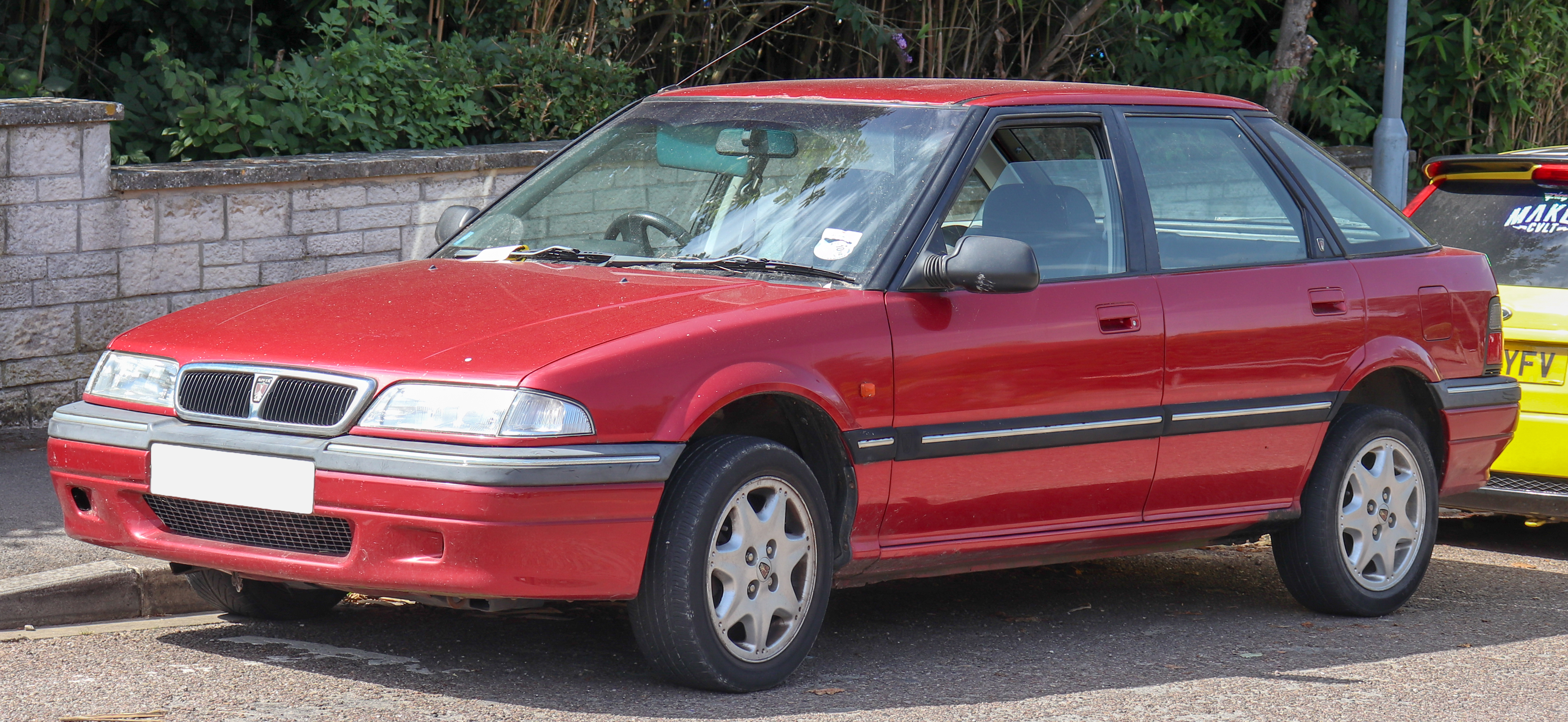
Rover 214, facelift

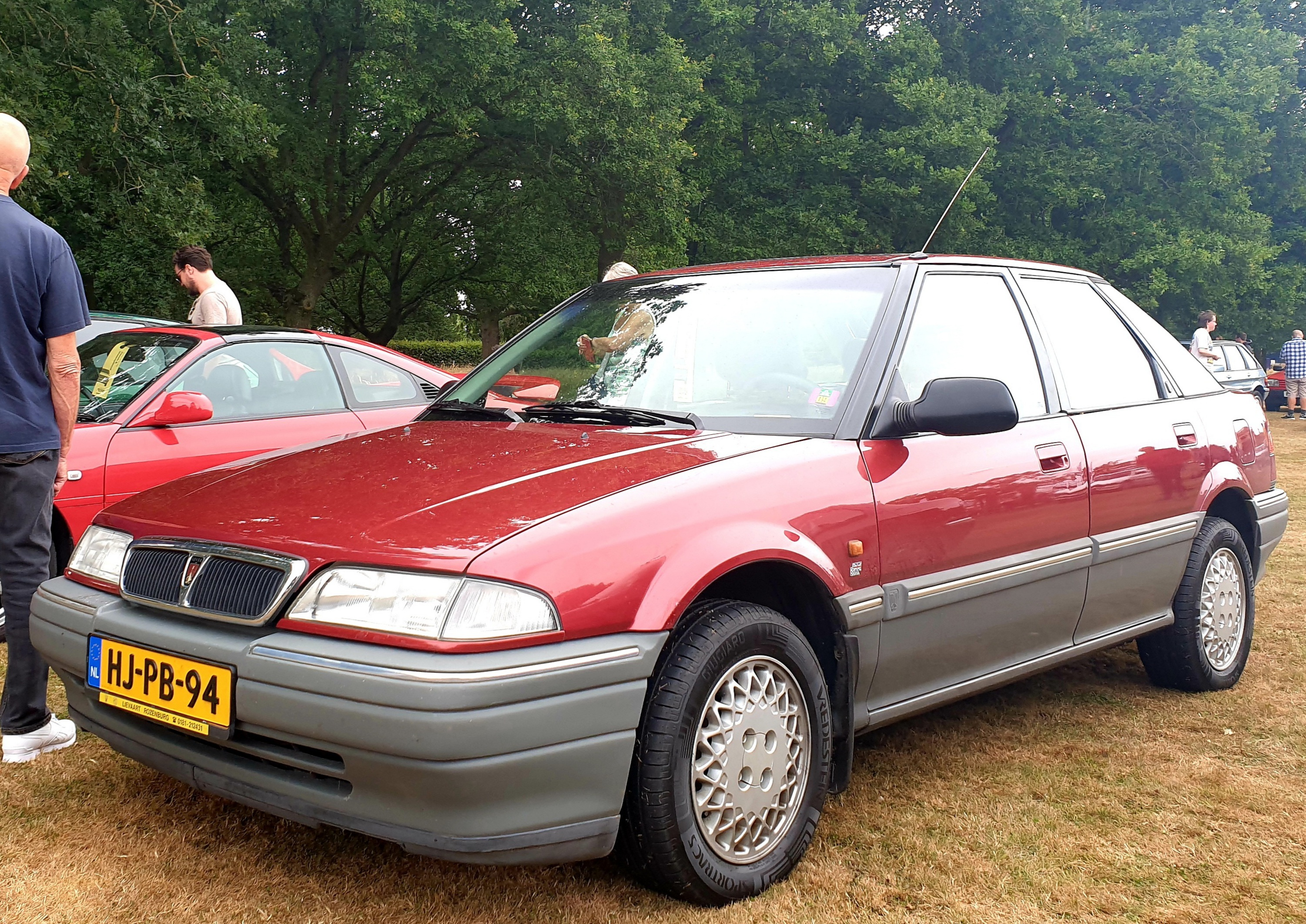
Rover 216 Sli

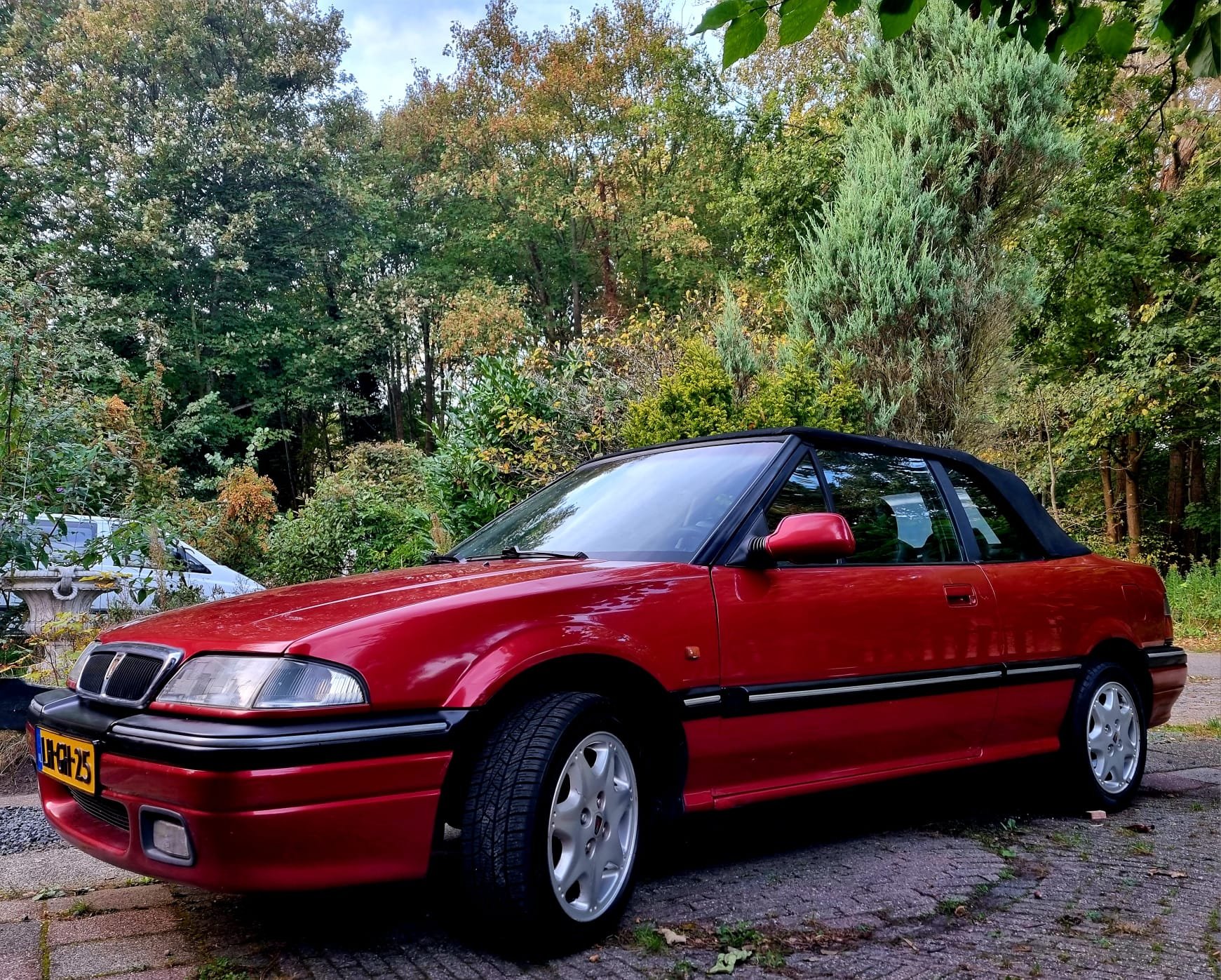
Rover 216 Cabriolet

In 1993 kreeg de Rover 200 een kleine facelift, met nieuwe richtingaanwijzers vooraan, een nieuw radiatorrooster en bumpers in koetswerkkleur.
Er werden ongeveer een miljoen exemplaren van de tweede generatie Rover 200 verkocht.

### Cabrio en Coupé
Eind 1991 verscheen een cabriomodel van de 200 dat tot eind 1999 gebouwd werd. De cabrio had een elektrisch dak en kon met een lederen interieur besteld worden. Het Nederlandse auto-tijdschrift Autovisie schreef in nummer 16 uit 1992, dat de auto met de kapconstructie, die door Pininfarina was ontworpen, er degelijk en fraai afgewerkt uitzag. Waarbij vermeld werd dat de auto 'duidelijk stijver is gebouwd en voorzien is van een kwieker bochtgedrag dan de Renault 19 Cabriolet'. 
In 1992 werd de Rover 200 Coupé op de markt gebracht, een sportwagen die de concurrentie aanging met de Opel Calibra, Alfa Romeo GTV, VW Corrado en Fiat Coupé. De versies heetten 216 en 200, de laatste was ook verkrijgbaar als turboversie. Een bijzonder kenmerk van de Rover 200 Coupé was het targa-dak.

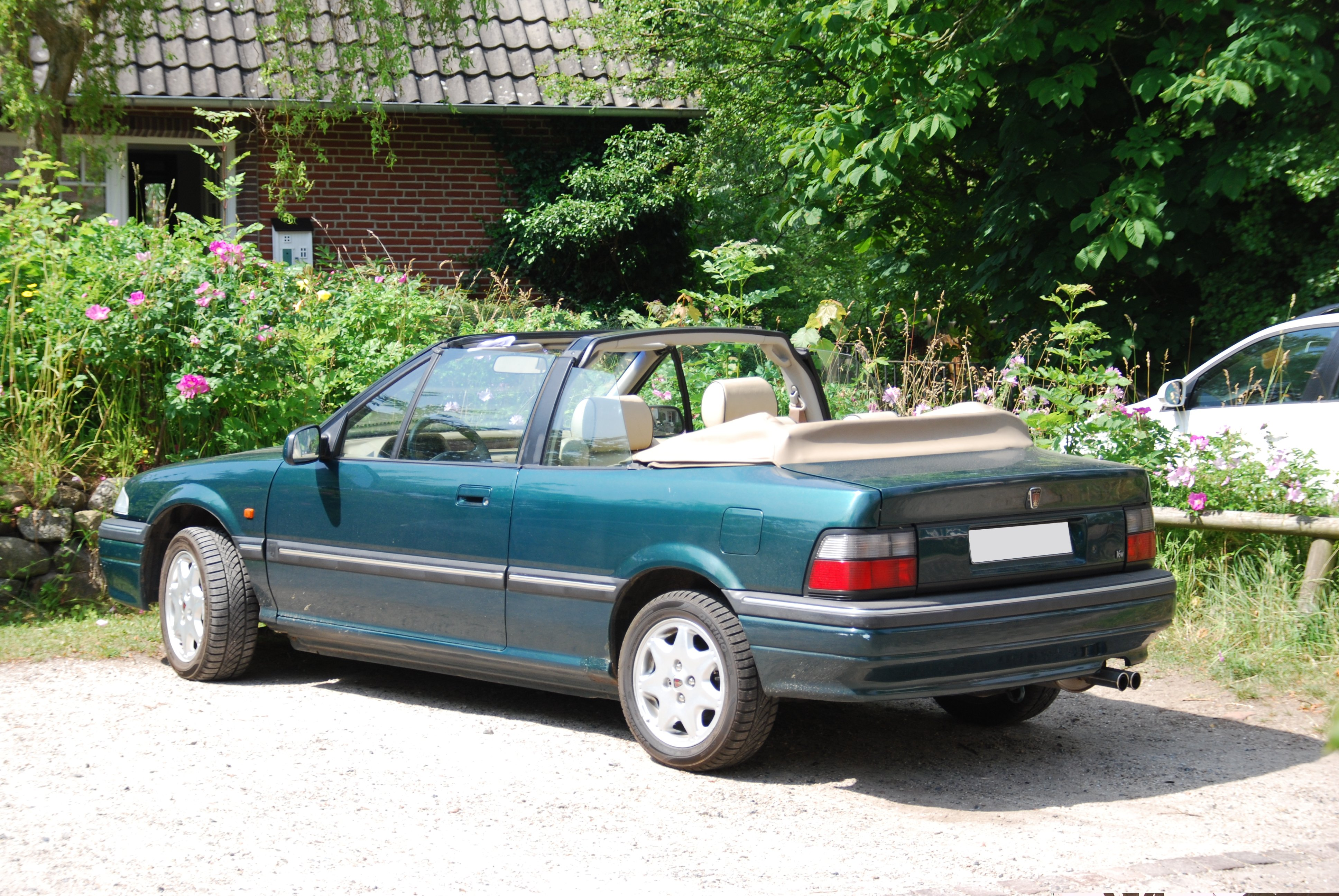
Rover 200 Cabriolet (1991–1999)
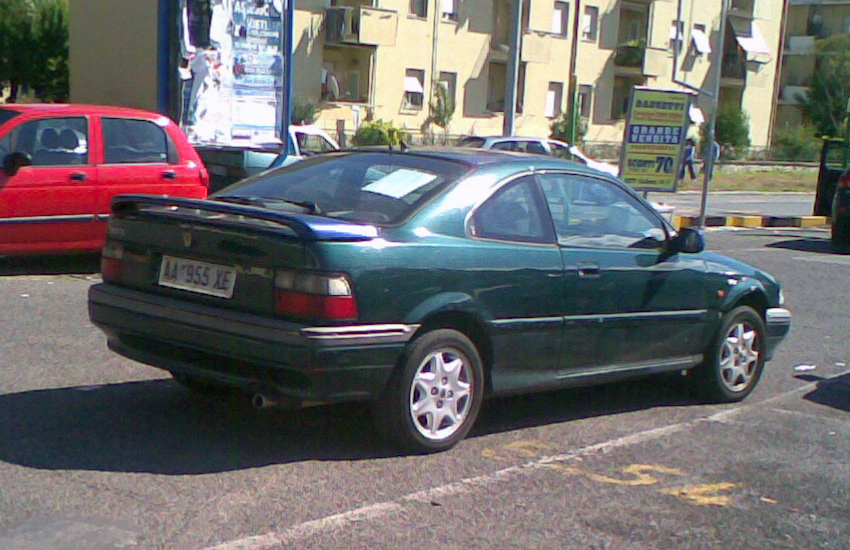
Rover 200 Coupé (1992-1999)

## Rover 200 (RF / R3, 1995-1999)
De derde generatie van de Rover 200 werd geproduceerd van 1995 tot eind 1999. Dit was een volledig eigen ontwerp van Rover en moest de Austin Maestro vervangen. Door zijn kleinere afmetingen behoorde deze versie tot de compacte klasse, waardoor de in 1995 vernieuwde Rover 400 alleen overbleef in de compacte middenklasse.

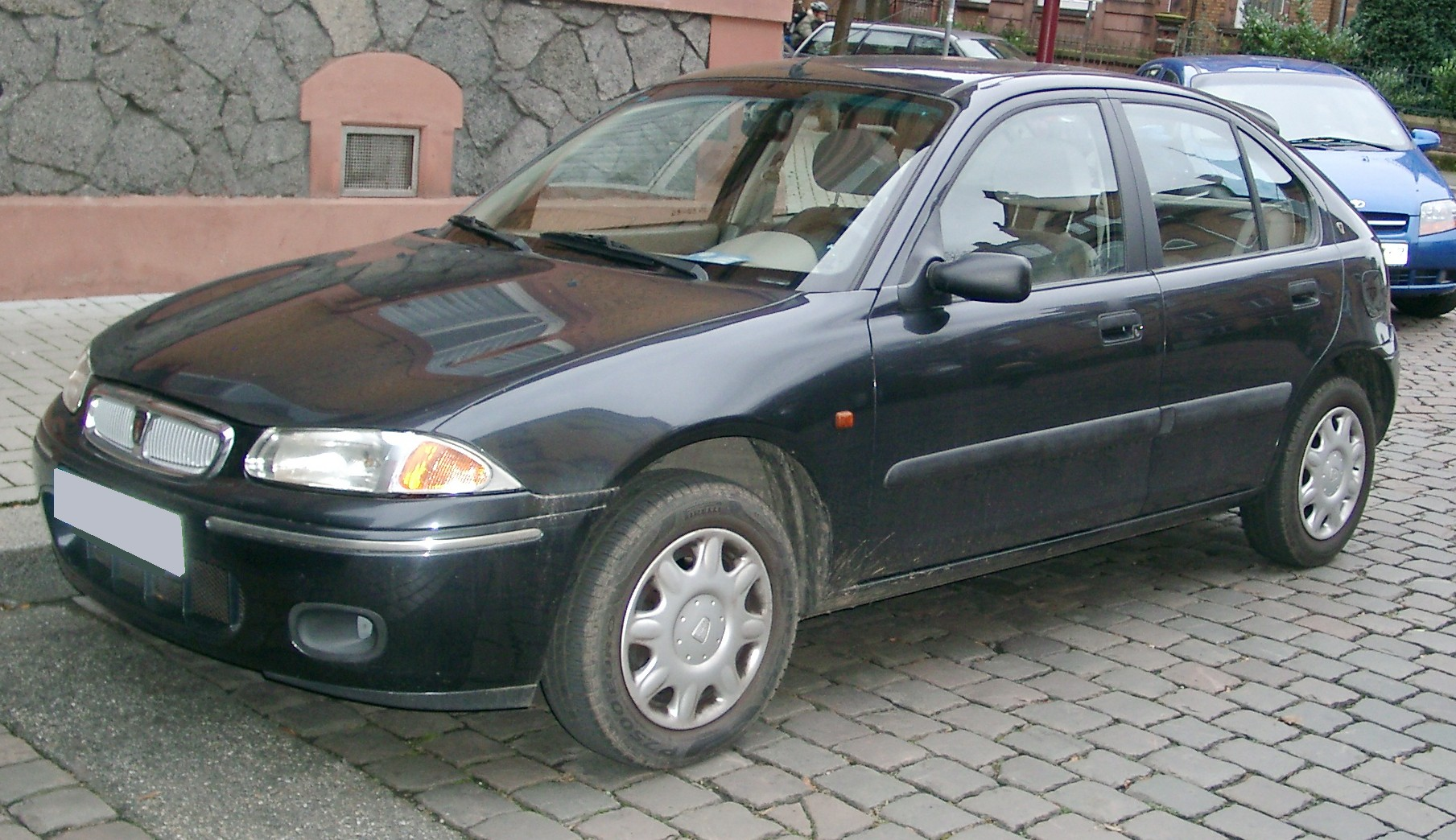
Rover 214 Si
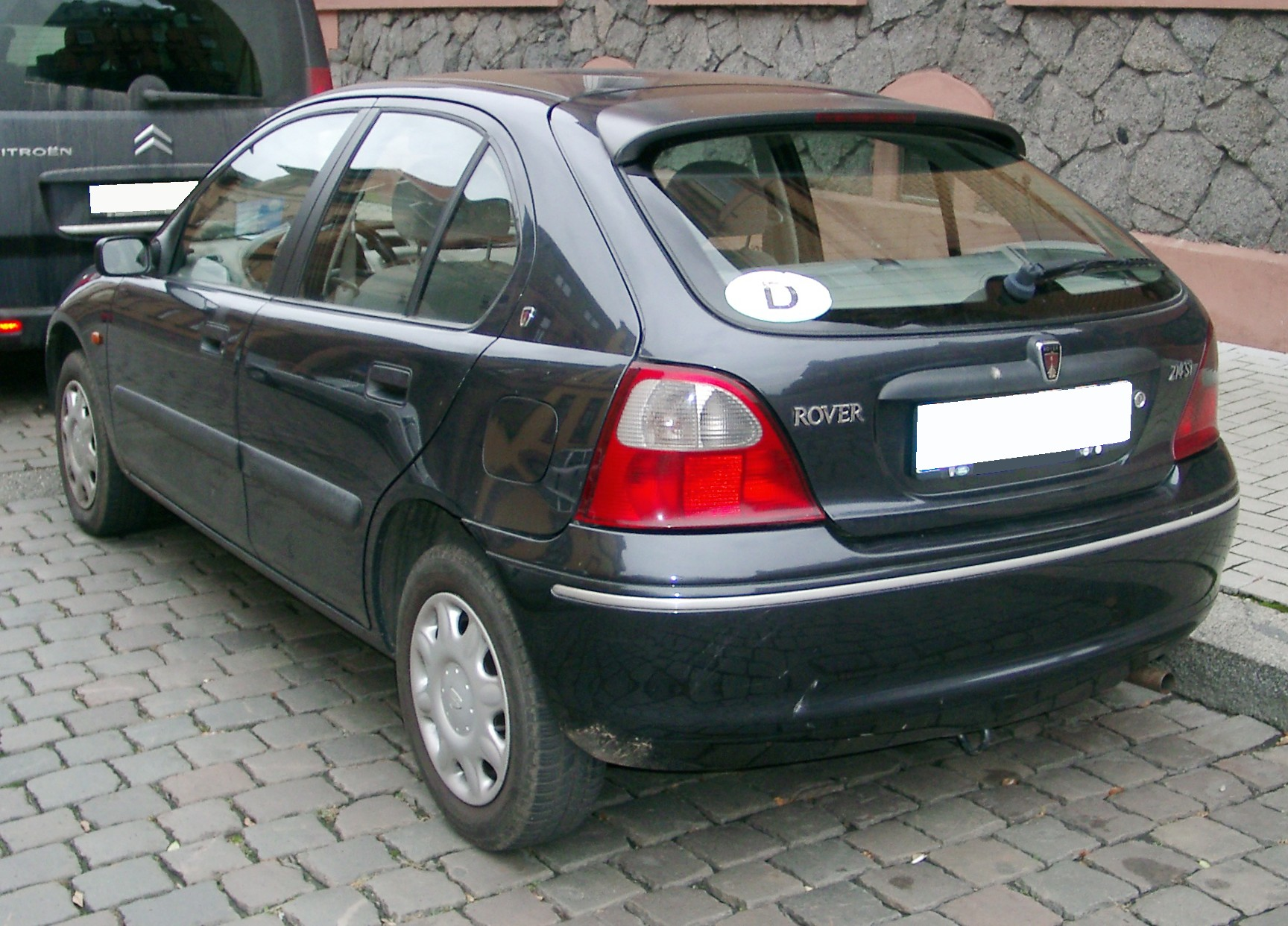
Rover 214 Si, achteraanzicht

De wagen was verkrijgbaar met de volgende motoren:
- 214i - 1,4-liter 8V met 75 pk
- 214 Si - 1,4-liter 16V met 103 pk
- 216 Si - 1,6-liter 16V met 112 pk
- 218 Si - 1,8-liter 16V met 120 pk
- 218 Si - 1,8-liter 16V VVT met 145 pk
- 200 Vi - 1,8-liter 16V VVT met 145 pk
- 220 D - 2,0-liter diesel met 86 pk
- 220 SD - 2,0-liter diesel met 86 pk
- 220 SDi - 2,0-liter diesel met 105 pk

Vanaf 1997 kreeg de Rover 200 standaard ABS en centrale vergrendeling met afstandsbediening op alle modellen en in 1999 werden de trommelremmen achteraan vervangen door schijfremmen.
In tegenstelling tot zijn voorganger was er van dit model geen coupé-, cabrio- of stationwagonversie beschikbaar, hoewel Rover deze versies van het oudere model wel een kleine facelift gaf en het dashboard van de derde generatie monteerde. In het Verenigd Koninkrijk werden ze niet langer als 200/400-modellen verkocht maar werden ze simpelweg de Rover Coupé, Cabriolet en Tourer genoemd.

### Rover 200 BRM
In 1998 bracht Rover een 'hot hatch' van de 200-serie uit: de Rover 200 BRM. De wagen was gebaseerd op de 200 Vi, maar met typische BRM-stijlkenmerken. De wagen had een rood lederen interieur, inclusief deurpanelen en vloermatten met rode accenten. Het koetswerk had een geweven radiatorrooster bovenop een grote oranje snuit in de voorbumper, een typische neus voor alle BRM Formule 1 wagens uit de jaren '60. De wagen was 20mm verlaagd ten opzichte van de Vi, had aangepaste dempers en versnellingsbak en hij kreeg een Torsen-differentieel. Door zijn hoge prijs werd de 200 BRM geen succes.

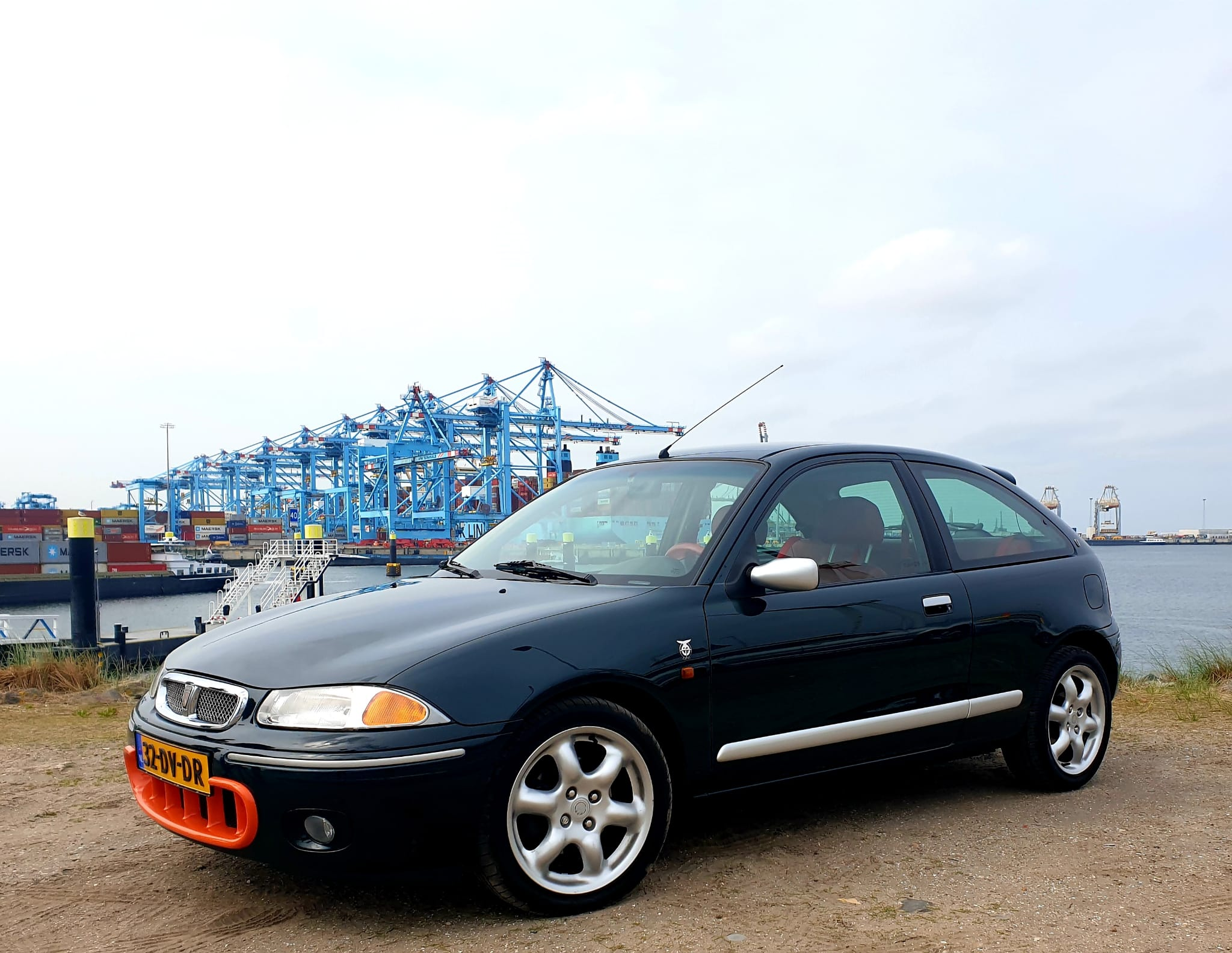
Rover 200 BRM

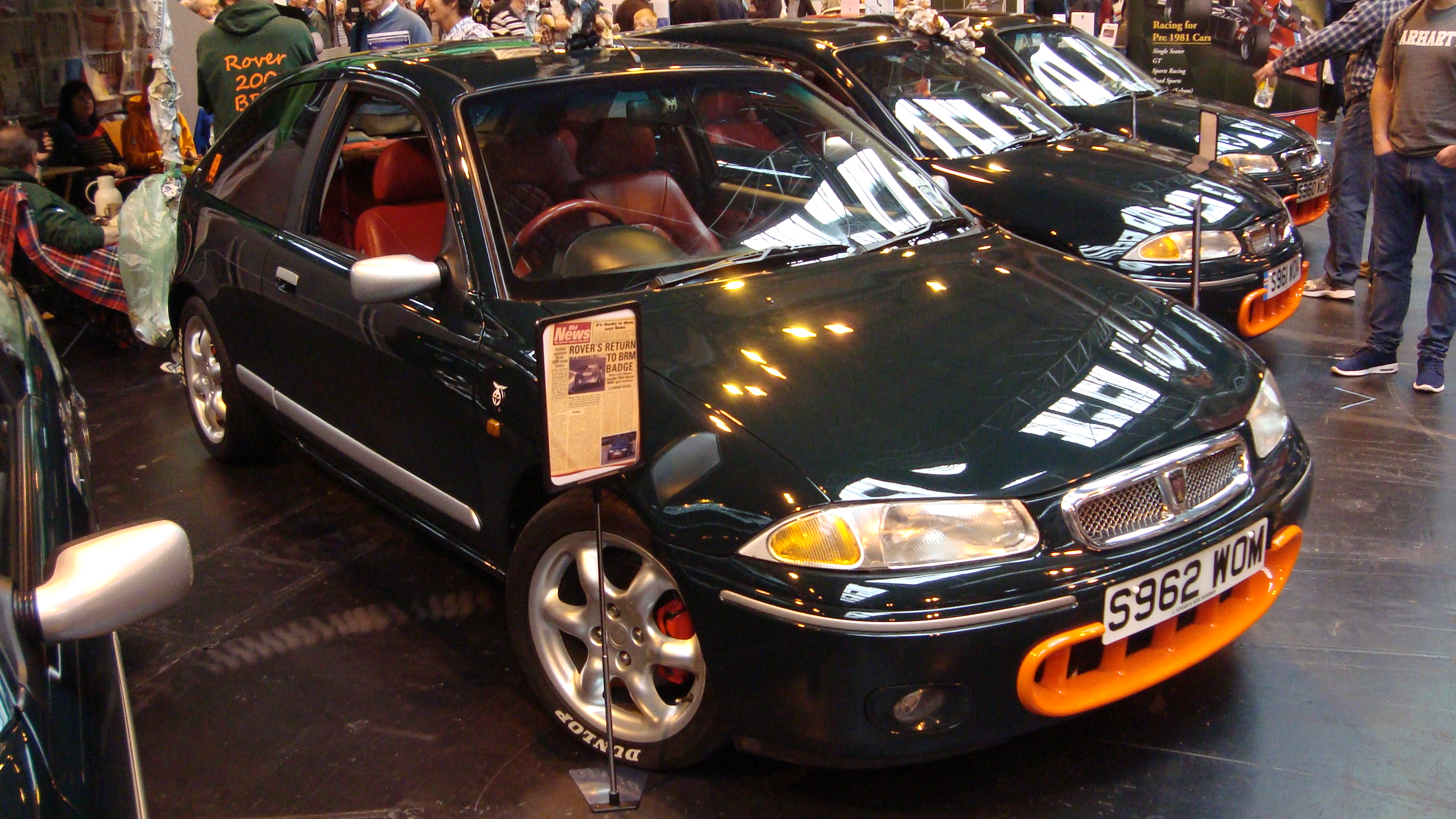
Rover 200 BRM
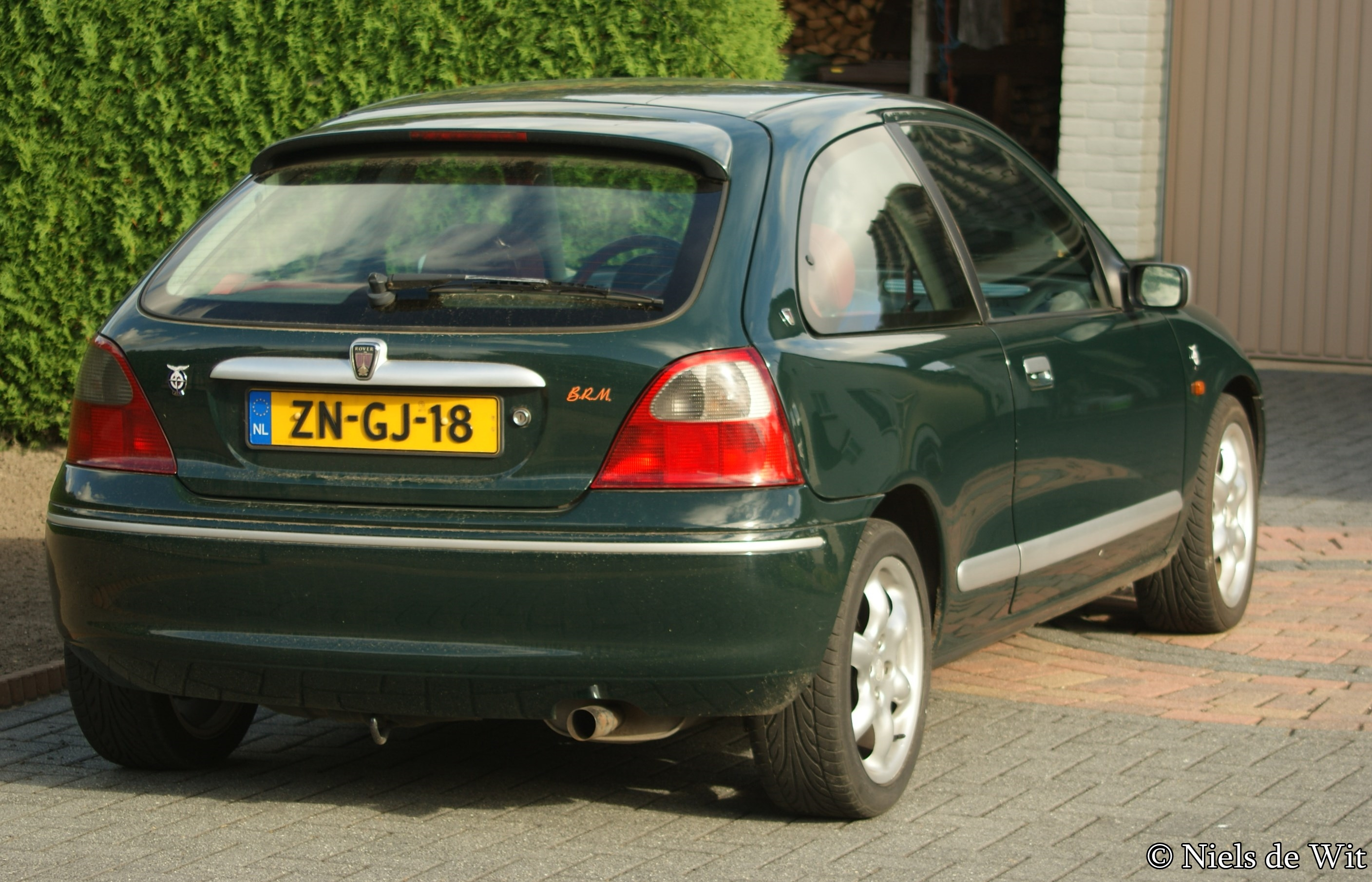
Rover 200 BRM, achteraanzicht

## Rover 25 (RF / R3, 1999-2005)
Eind 1999 werd een gefacelifte versie gepresenteerd onder de naam Rover 25. Deze versie had een voorkant die gebaseerd was op de grotere Rover 75 om de verwantschap met de andere Rovermodellen duidelijker te maken. Het chassis werd aangepast om meer sportieve rijeigenschappen mogelijk te maken. De benzinemotoren werden licht herzien en vanaf eind 2000 was er ook een zuinige 1,1-liter met 75 pk.

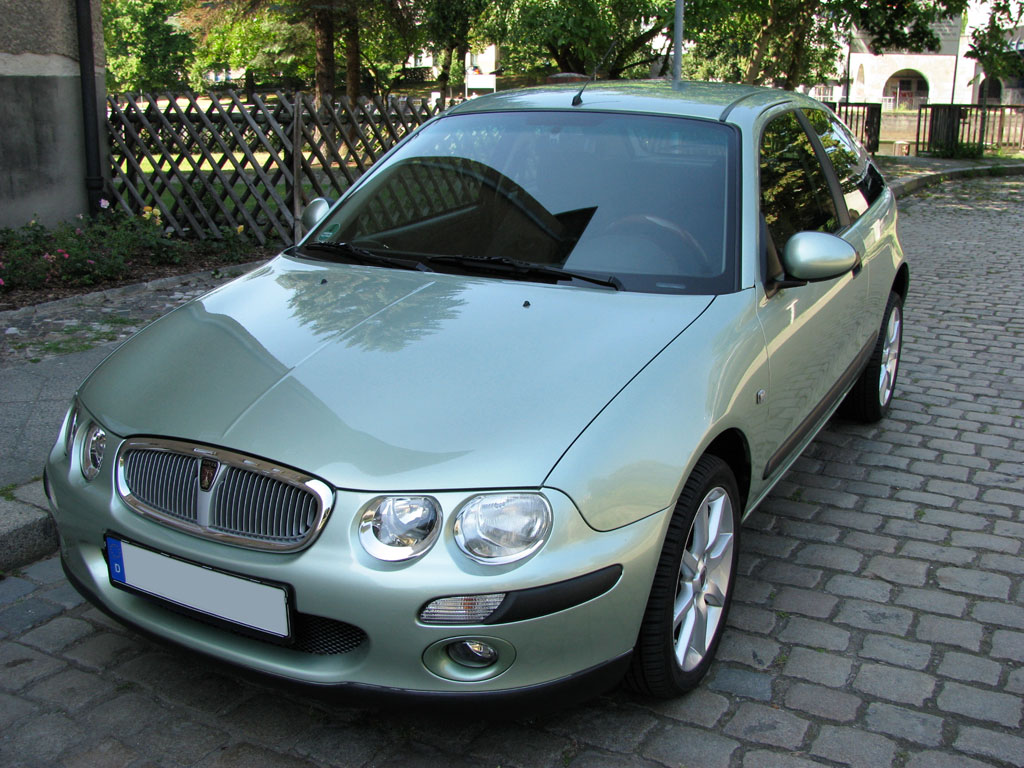
Rover 25 (1999-2004)
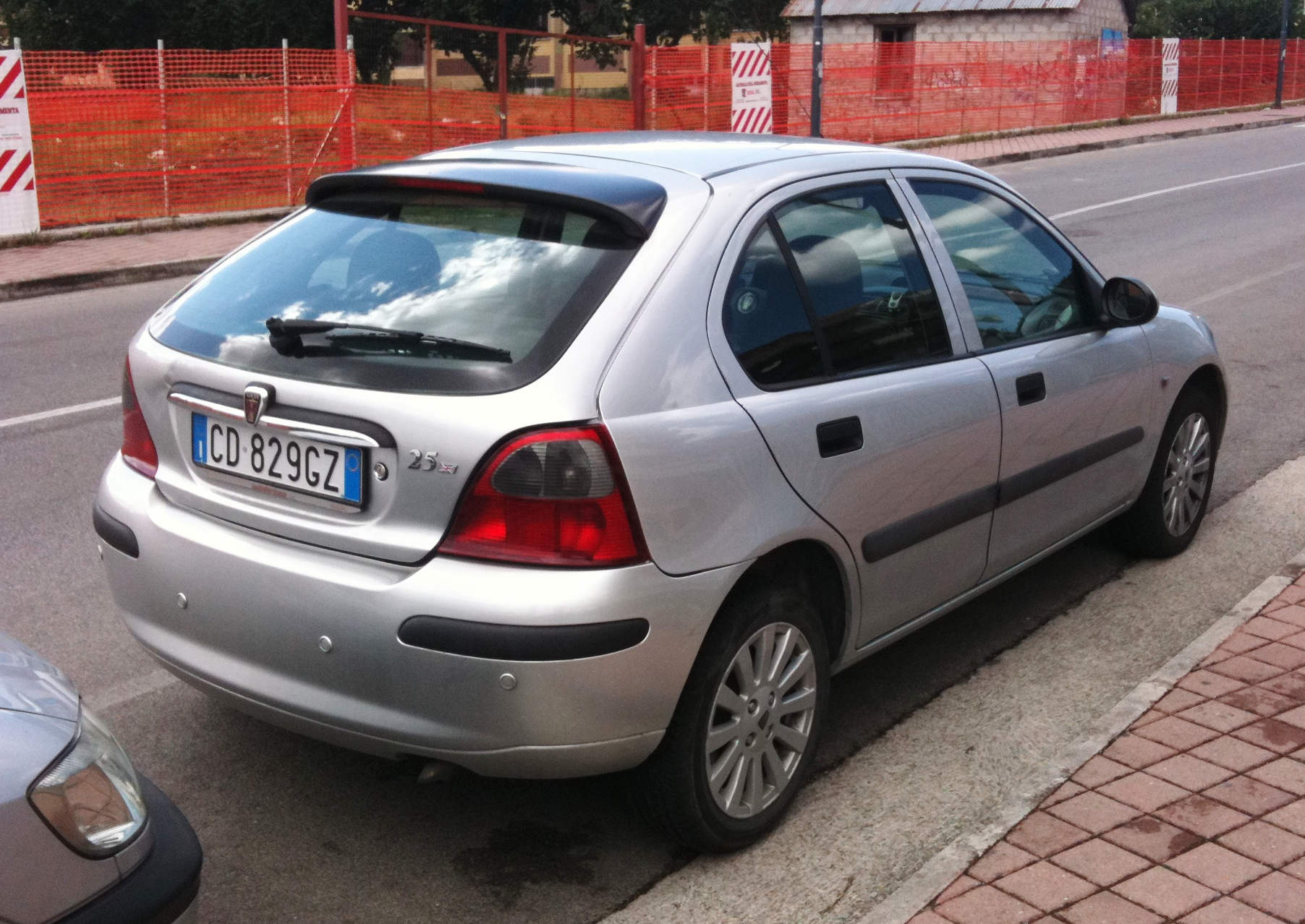
Rover 25, achteraanzicht
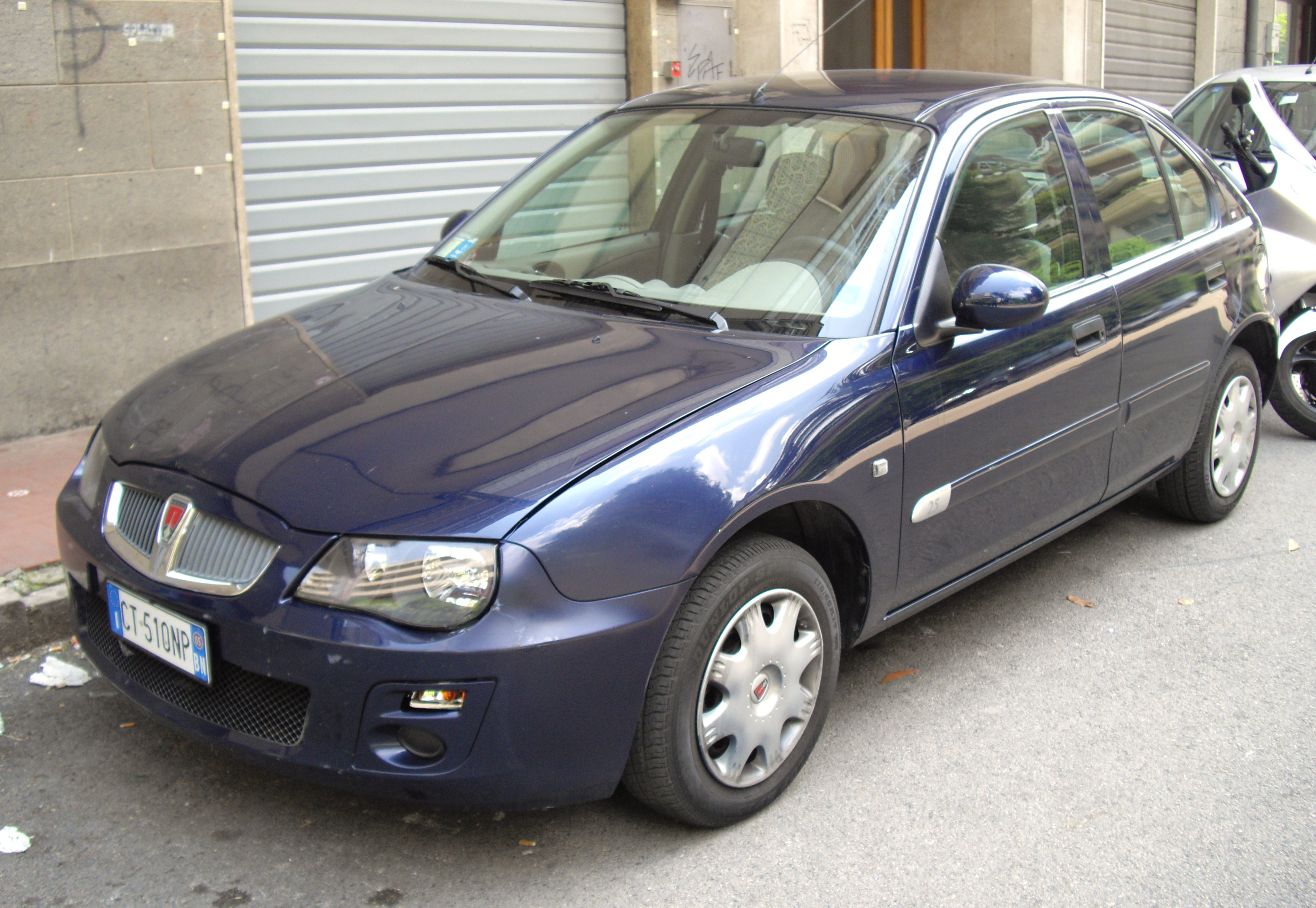
Rover 25, facelift (2005)

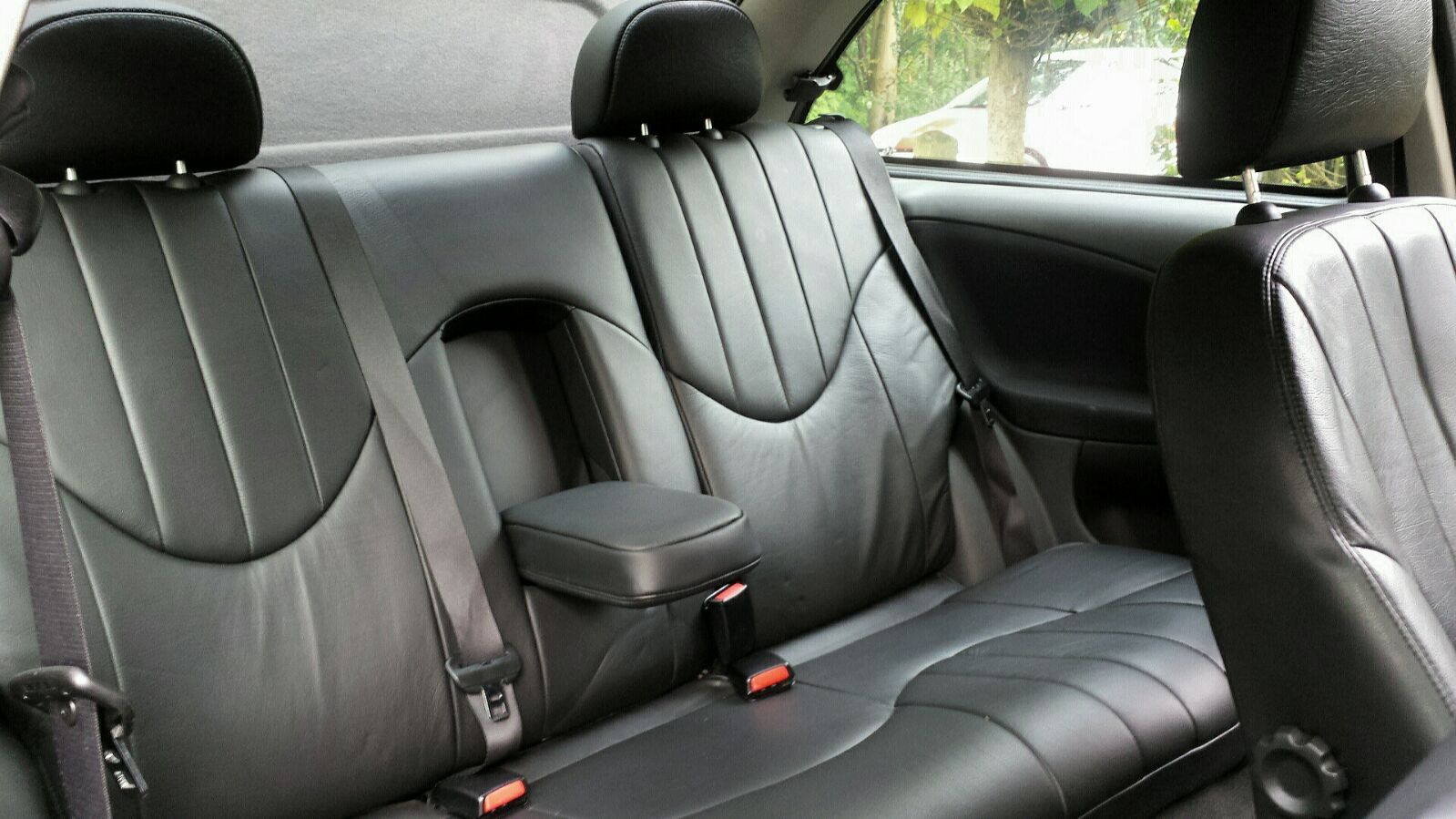
Interieur Rover 25 1.8 CVT

De modelaanduidingen voor de Rover 25 volgden niet langer de motorinhoud zoals bij de 200-serie, maar waren gebaseerd op het uitrustingsniveau: Basic, Classic, Charme, Celeste, Sport en Sport Plus.

### MG ZR
Minder dan een jaar nadat de Rover 25 uitkwam verkocht BMW de Rover-divisie aan de MG Rover Group, die in de zomer van 2001 een sportieve versie van de Rover 25 uitbracht: de MG ZR 160 met een 1,8-liter benzinemotor met variabele kleptiming van 160 pk, goed voor een topsnelheid van 210 km/u. Een jaar later was de ZR ook verkrijgbaar met een 1,4-liter motor van 103 pk.
Begin 2004 kregen de Rover 25 en de MG ZR een facelift met onder andere een compleet nieuw interieur en dashboard.

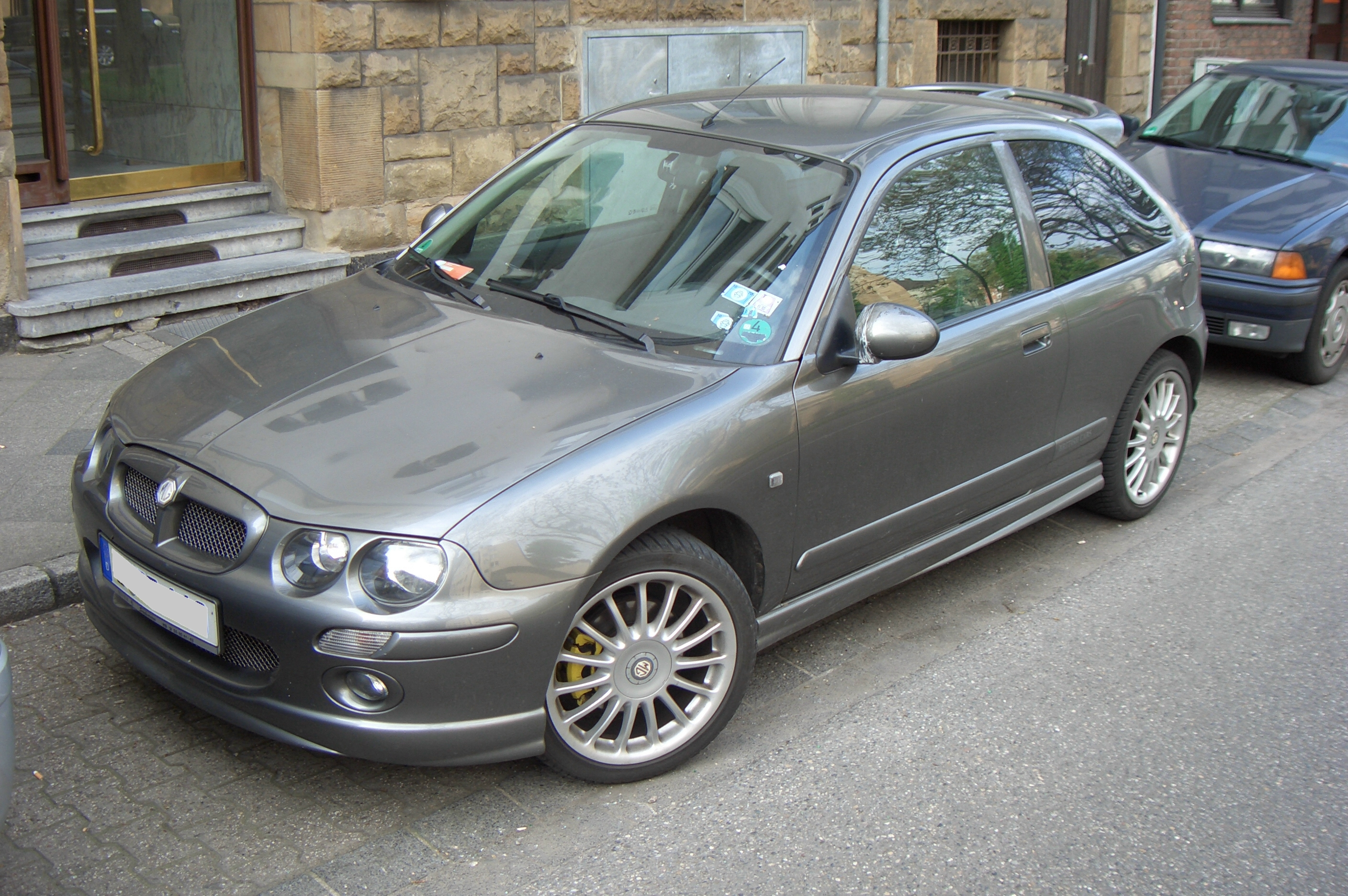
MG ZR 160
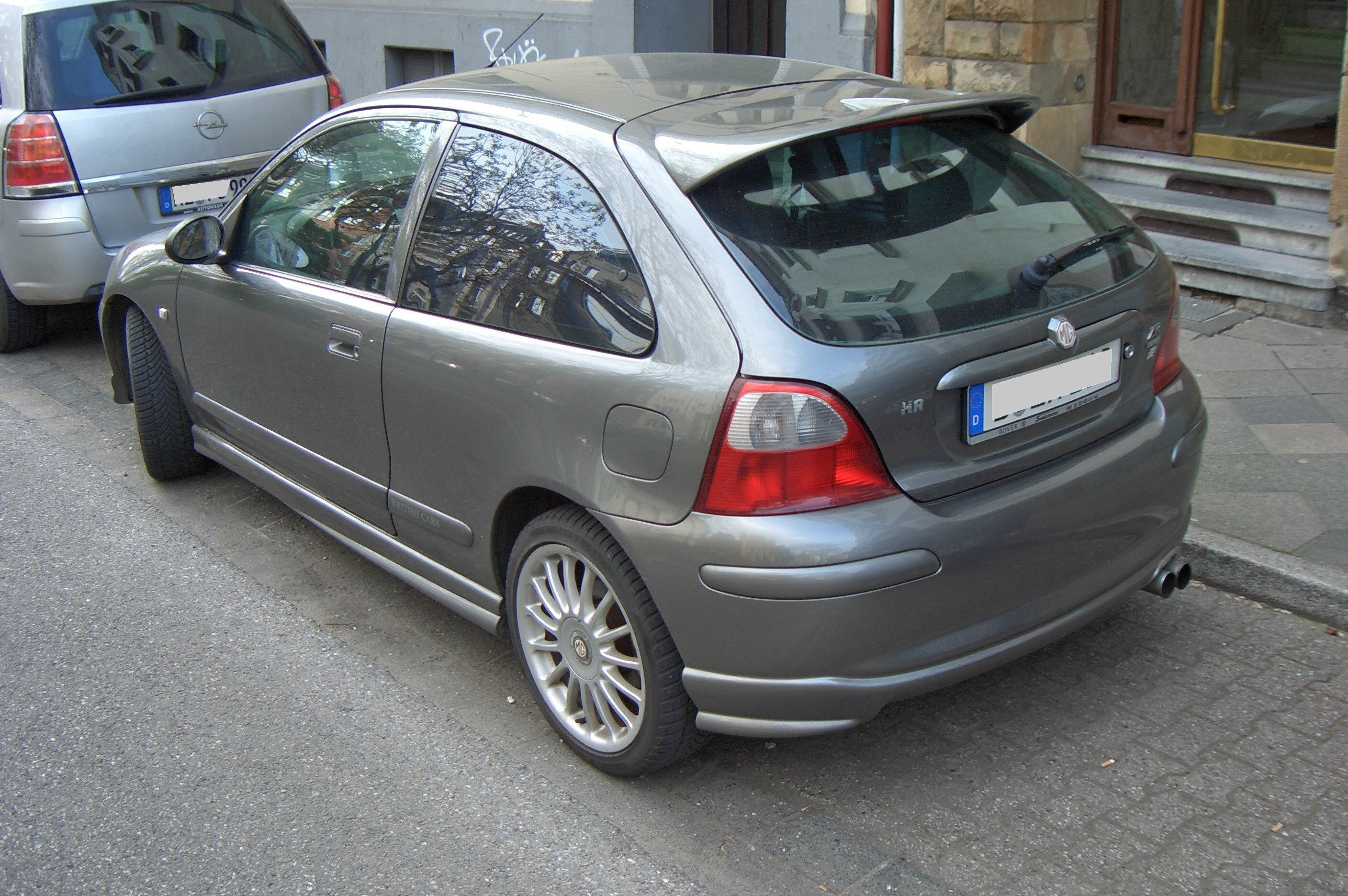
MG ZR 160, achteraanzicht
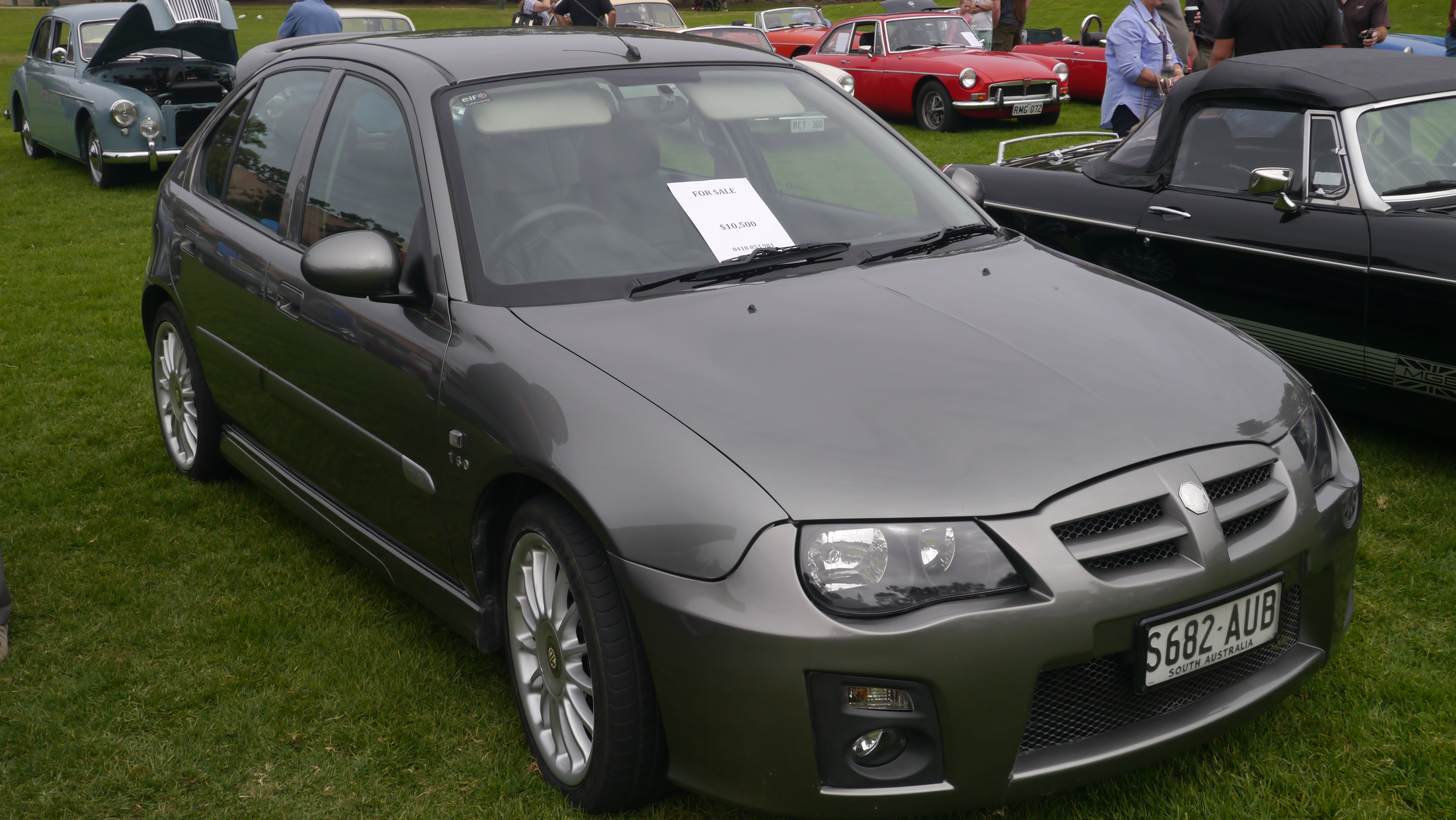
MG ZR 160, facelift

### Faillissement en Chinese versie
De productie werd in mei 2005 stopgezet door het faillissement van Rover. De plannen van de Rover 25 werden gekocht door de Shanghai Automotive Industry Corporation (SAIC). In China werd de Rover 25 nog tot 2008 gebouwd voor de lokale markt als de Roewe 250 in hatchback-versie en de Roewe 350 in notchback-versie.

## Verwijzingen in populaire cultuur
De Rover 200 (type SD3) was de auto van Richard en Hyacinth Bucket in de Britse comedyserie Schone Schijn (1990-1995).